# Sveriges artilleri
Artilleriet (Art) är ett truppslag inom den svenska armén som verkat i olika former sedan 1623. Truppslaget ledes åren 1942–1991 av en artilleriinspektör vid arméstabens artilleriavdelning. Åren 1991–1997 leddes truppslaget av Arméns artillericentrum, där även artilleriinspektören ingick.

## Historik

### Åren före 1636

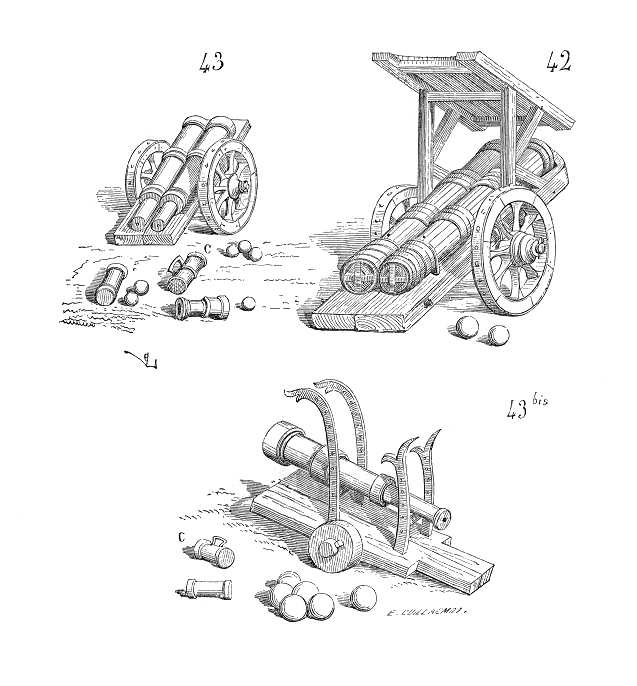
Medeltida artilleri (franskt).

Mekaniskt artilleri i form katapulter och liknande började ersättas av eldrörs- och krutartilleri någon gång i slutet av 1300-talet. I början på 1500-talet var befästningsartilleri (fasta kanoner) utbrett över Sverige. Det första fältartilleriet organiserades 1541 och sedan dess har artilleri alltjämt funnits i Sveriges armé. Genom ett kungligt brev skapades den 17 september 1623 ett modernt artilleriförband. Förbandet som sattes upp var ett artillerikompani med tillhörande ledning i Stockholm och organiserades som eget truppslag och 1636 grundades Kungliga Artilleriregementet.

### 1636-1794
Från början omfattade Artilleriregementet det egentliga Sverige, men kom 1641 att omfatta hela stormaktsväldet med fästningsartilleri i städer som Ivangorod och Greifswald. Regementet hade fyra brigader: Livbrigaden (bland annat Stockholm och Frösön) , Göteborgsbrigaden (bland annat Göteborg och Karlstad), Skånska brigaden (bland annat Malmö och Jönköping) samt Finska brigaden. Artilleriregementet bestod i över 150 år innan det år 1794 delades upp i Svea artilleriregemente, Göta artilleriregemente, Wendes artilleriregemente och Finska artilleriregementet.

### 1800-talet

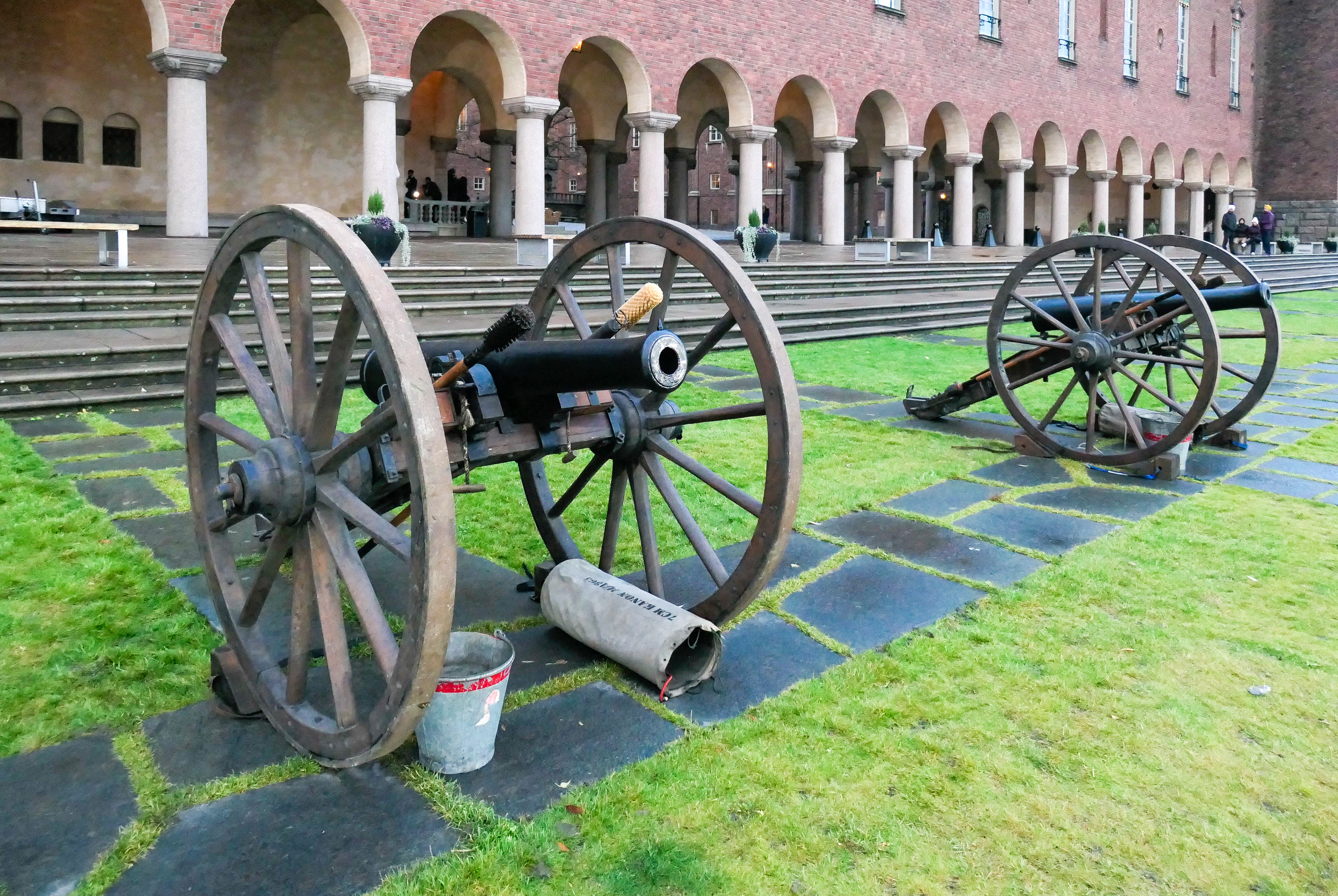
7 cm kanon m/1863 tillverkad på Finspångs bruk. Längd 160 cm, vikt 255 kg. Denna modell med sitt räfflade eldrör var den första av sin sort att placeras på Vaxholms fästning.

Sveriges förlust av Finland i finska kriget innebar att Finska artilleriregementet gick förlorat. Åren 1809–1811 var regementet i stället förlagt till Gävle som F.d. Kongl. Finska artilleriregementet, men löstes sedan upp. Med bakgrund i att Gotland med lätthet 1808 ockuperats av Ryssland slöts 1811 ett försvarsavtal mellan gotlänningarna och kung Karl XIII. Avtalet ledde till att det skapades ett artilleriförband på ön som kallades Gotlands nationalbevärings artilleribeväring. 
År 1831 tilldelades samtliga svenska artilleriregementen ett ordningsnummer. Infanteriet och kavalleriet hade dock tilldelats ordningsnummer redan 1816. Numreringen av regementena gjordes i löpande följd inom resp truppslag och överensstämde med vederbörande förbands plats i ranglistan.
År 1889 utökades artilleriet med ett femte förband, Vaxholms artillerikår, som är grunden till 2000-talets Amf 1. Under åren 1890-talet startades tre nya artilleriregementen, Norrlands, Andra Svea och Andra Göta artilleriregemente, samt en ny artillerikår i Karlsborg. De två befintliga artillerikårerna, Gotlands och Vaxholms, blev nu № 7 och № 8, så att de tre nya regementena kunde bli № 4 (Norrlands), № 5 (2. Svea) och № 6 (2. Göta). Karlsborgs artillerikår blev № 9.

### 1900-talet

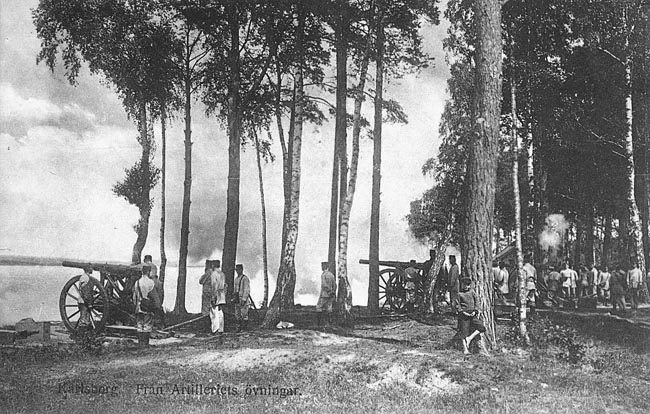
Artilleriet övar i Karlsborg cirka 1910.

År 1902 överfördes Vaxholms artillerikår (No 8) till det nybildade kustartilleriet. Karlsborgs artillerikår omfattade nu även verksamhet i Bodens fästning och övertog förbandsnummer 8 som Boden-Karlsborgs artilleriregemente. Samma år grundades även Positionsartilleriregementet (№ 9) i Stockholm. Under närmast följande år blev Andra Svea artilleriregemente Upplands artilleriregemente i Uppsala och Andra Göta artilleriregemente blev Smålands artilleriregemente i Jönköping.
År 1914 justerades samtliga ordningsnummer inom Armén. Justeringen av beteckningen gjorde för att särskilja regementena mellan truppslagen, samt från deras eventuella reservregemente. Då fanns A 1 - Svea artilleriregemente, A 2 - Göta artilleriregemente, A 3 - Wendes artilleriregemente, A 4 - Norrlands artilleriregemente, A 5 - Upplands artilleriregemente, A 6 - Smålands artilleriregemente, A 7 - Gotlands artillerikår, A 8 - Boden-Karlsborgs artilleriregemente samt A 9 - Positionsartilleriregementet.
Genom försvarsbeslutet 1925 beslutade riksdagen att Upplands artilleriregemente (A 5) och Smålands artilleriregemente (A 6) skulle avvecklas och utgå ur freds- och krigsorganisationen den 31 december 1927. Vidare skulle Positionsartilleriregementet omorganiseras bland annat genom att ballongformationer ur ingenjörtrupperna skulle överföras till Positionsartilleriregementet, som då samtidigt skulle bilda ett arméartilleriregemente i Jönköping. I praktiken blev det dock att Positionsartilleriregementet sammanslogs den 1 januari 1928 med Smålands artilleriregemente, vilket antog namnet Smålands arméartilleriregemente (A 6). Boden-Karlsborgs artilleriregemente delades i två delar, Bodens artilleriregemente (A 8) och Karlsborgs artillerikår (A 10). Norrbottens artillerikår bildades den 1 januari 1928 i Boden genom ett detachement ur Norrlands artilleriregemente. Karlsborgs artillerikår blev även artilleriregemente och bytte beteckning till A 9.
Genom försvarsbeslutet 1936 beslutades att uppföra ett nytt kasernetablissemang i Norra Åsum söder om Kristianstad. Den 1 juli 1946 överfördes 1:a, 2:a och 3:e artilleridivisionerna vid Wendes artilleriregemente till Norra Åsum. Den 6 september 1953 var hela regementet på plats i Norra Åsum. Genom samma försvars beslut började luftvärnsartilleri organiseras inom artilleriet med två nya luftvärnsartilleriregementen, Östgöta (A 10) och Stockholms (A 11) samt ett nygammalt, då A 9 blev Karlsborgs luftvärnsartilleriregemente. Genom försvarsbeslutet 1942 avskildes luftvärnsartilleriförbanden, vilka istället bildade det egna truppslaget Luftvärnet. A 9, A 10 och A 11 blev luftvärnsregementena Lv 1, Lv 2 och Lv 3. År 1943 bildades Bergslagens artilleriregemente (A 9) i Kristinehamns garnison.
År 1951 föreslog regeringen för riksdagen om en begränsning av arméns fredsorganisation, vilket innebar att Norrbottens artillerikår (A 5), Skånska kavalleriregementet (K 5), Göta trängregementes kompani i Nora (T 2 N) och Öresunds marindistrikt (MDÖ) skulle avvecklas och upplösas. Regeringens förslag antogs av riksdagen och därmed skulle Norrbottens artillerikår upplösas som eget fredsförband under budgetåret 1951/1952, för att under samma budgetår uppgå i Bodens artilleriregemente. Den 28 april 1951 genomfördes en avvecklingsceremoni över kåren, för att upplösas och avvecklas officiellt den 30 juni 1951. Dock kom artilleridivisionen kvarstå vid östra kasernen på Sveavägen fram till 1954, då den även geografiskt överfördes till Bodens artilleriregemente vid Åbergsleden.
Inför försvarsbeslutet 1958 föreslog regeringen för riksdagen att Göta artilleriregemente (A 2) skulle avvecklas. Det med bakgrund till att regeringen ansåg att artilleriet skulle utbilda hela divisionsförband inom fredsförbandets ram. Något som inte ansågs vara möjligt om inte antalet fredsförband minskades. Att just Göta artilleriregemente föreslogs avvecklas var med bakgrund till att förbandets etablissement ansågs kringbyggt av civila intressen samt att förbandets skjutfält på långsikt inte motsvarade de krav som medförde med modern artillerimateriel. Utbildningskontingent av värnpliktiga föreslogs fördelas på kvarstående artilleriförband. Regeringen föreslog samtidigt att Kvibergs kaserner skulle kvarstå, då Göteborgs luftvärnskårs (Lv 6) etablissement i Högsbo även det var kringbyggt och hade ännu sämre förhållanden jämfört med Kviberg. Göta artilleriregemente avvecklades och upplöstes som fredsförband den 31 mars 1962. Regementets krigsförband kvarstod och fördelades på andra artilleriförband. Efter den 31 mars 1961 fortlevde delar Göta artilleriregemente som en avvecklingsorganisation fram till den 30 september 1962. Den 1 april 1962 övertogs kasernområdet i Kviberg av Göteborgs luftvärnskår (Lv 6). Göteborgs luftvärnskår övertog en del av regementets namn och benämndes från och med den 1 juli 1962 Göta luftvärnsregemente. Utöver namnet, så ärvde Göta luftvärnsregemente även regementets minnen och traditioner.
Inför försvarsbeslutet 1982 förespråkade ÖB Lennart Ljung att avveckla ett artilleriregemente, med hänvisning till att det under mitten av 1980-talet skulle uppstå ett överskott på 1200 utbildningsplatser inom artilleriet. Valet kom då att stå mellan de syd- och mellansvenska artilleriregementena. Redan tidigt så stod det klart att Svea artilleriregemente (A 1) eller Smålands artilleriregemente skulle avvecklas. I södra och mellersta Sverige undantogs både Wendes artilleriregemente (A 3) och Bergslagens artilleriregemente (A 9) från en avveckling. För Wendes artilleriregemente berodde det på att pansarartilleriutbildningen skulle vara kvar i Skåne. Bergslagens artilleriregemente undantogs dels av regionalpolitiska skäl, men även på grund av dess närhet till Sveriges två största skjutfält, Älvdalen och Villingsberg. Att det sedan blev Smålands artilleriregemente som avvecklades, och inte Svea artilleriregemente i Linköping, berodde på den integration som förelåg mellan Svea artilleriregemente (A 1) och Livgrenadjärregementet (I 4) i Linköping, då de bland annat hade ett gemensam kasernområde. Genom proposition 1981/1982:102 beslutades det om en avveckling av Smålands artilleriregemente och Miloverkstaden i Jönköping (MVJ). Artilleriets officershögskola (ArtOHS) som hade sin stab i Jönköping, omlokaliserades till Bergslagens artilleriregemente (A 9) i Kristinehamn. Regementets skjutfält, Skillingaryds skjutfält, undantogs från avveckling.
Genom försvarsutredning 1988 bildades Arméns artillericentrum (ArtC) den 1 juli 1991. Centrumet bildades av arméstabens artilleriavdelning, Artilleriets officershögskola (ArtOHS), Artilleriskjutskolan (ArtSS), artilleristabens vädertjänstdetalj och artilleridelen ur Artilleri- och ingenjörhögskolan (AIHS), vilken dock tillkom 1992. I samband med denna omorganisation avskiljdes Arméflyget från artilleriet och bildade ett eget truppslag. Chefen för Arméns artillericentrum innehade även befattningen som Artilleriinspektör. 
Inför försvarsbeslutet 1992 föreslogs i regeringens proposition 1991/92:102 att Norra skånska regementet (P 6/Fo 14) skulle avvecklas. Vid en avveckling av Norra skånska regementet skulle Wendes artilleriregemente bli ensamt kvar i Kristianstad. Och för att nå en rationaliserad produktionen av artilleriförband mot krigsorganisationens behov, ansåg både regeringen och överbefälhavaren att Wendes artilleriregemente skulle omlokaliseras till Hässleholm, för att där samlokaliseras med Skånska dragonregementet (P 2). Omlokaliseringen och avvecklingen av kasernområdet i Kristianstad skulle vara genomförd senast 30 juni 1994.
Inför försvarsbeslutet 1996 etapp 2 skulle krigsorganisationen minskas, bland annat genom att avveckla en brigad inom Norra militärområdet. Försvarsmakten föreslog en avveckling av Fältjägarbrigaden. Men regeringen förordade istället en avveckling av Lapplandsbrigaden i Umeå, detta för att vidmakthålla och utveckla en allsidig och rationell försvarsmaktsgarnison med såväl flyg- som arméförband. Dock så föreslog regeringen samtidigt i sin proposition att Norrlands artilleriregemente tillsammans med Nedre norra arméfördelningen och Jämtlands försvarsområdesstab i Östersund skulle avvecklas. I propositionen undantogs motsvarande förband i Boden, det vill säga Övre norra arméfördelningen och Bodens artilleriregemente. Detta enligt regeringen på grund av närheten till gränszonen och de goda verksamhetsbetingelserna i Bodens garnison. Vidare föreslog regeringen även en avveckling av Svea artilleriregemente. Detta tillsammans med Livgrenadjärbrigaden (IB 4) och Svea trängkår (T 1), Mellersta arméfördelningen samt Östergötlands försvarsområdesstab vid Livgrenadjärregementet (I 4/Fo 41). Regeringens viktigaste motiv till valet av Svea artilleriregemente och Svea trängkår, var att de alternativa förbanden Bergslagens artilleriregemente (A 9) i Kristinehamn och Göta trängkår (T 2) samtliga var samlokaliserade med enheter för central utbildning och utveckling inom respektive funktion. I propositionen bedömde regeringen att de enheter som skulle avvecklas, då skulle utgå ur grund- och i förekommande fall krigsorganisationen före den 1 januari 1999. Samtliga avvecklingsåtgärderna skulle vara avslutade före den 1 januari 2000. Genom försvarsbeslutet 1996 kom även Arméns samtliga truppslagscenter att avvecklas och dess uppgifter övertogs av Armécentrum (ArméC). Detta ledde till att Arméns artillericentrum avvecklades den 31 december 1997 som enhet och Artilleriskjutskolan blev från den 1 januari 1998 ett självständigt förband under namnet Artilleriets stridsskola (ArtSS). I samband med denna avveckling försvann även befattningen Artilleriinspektören.
Den 31 december 1997 avvecklades Svea artilleriregemente och Norrlands artilleriregemente. I den avvecklingsceremoni som följde i Östersund överlämnade den tillförordnade chefen A 4, överstelöjtnant Sten Bredberg, via försvarsområdesbefälhavaren överste 1 Ove Fahlén, regementets standar till chefen A 8 överste Torsten Gerhardsson. Tillsammans med standaret övertog samtidigt Bodens artilleriregemente namnet Norrlands artilleriregemente, men med bibehållen beteckning, A 8. I och med att två fredsförband avvecklades, uppstod ett överskott av artilleripjäser. Detta medförde att samtliga kvarvarande artilleriregemente nu kunde utbilda värnpliktiga på haubits 77B, där Gotlands artilleriregemente (A 7) var det sista förbandet som tillfördes vapensystemet.

### 2000-talet
Vid sekelskiftet fanns artilleriregementen Wendes artilleriregemente (A 3) i Hässleholm, Gotlands artilleriregemente (A 7) i Visby, Norrlands artilleriregemente (A 8) i Boden och Bergslagens artilleriregemente (A 9) i Kristinehamn. Men inför försvarsbeslutet 2000 ansåg regeringen att endast fyra artilleribataljoner behövdes i den framtida insatsorganisationen. Vad som stod helt klart inför försvarsbeslutet var att Wendes artilleriregemente (A 3) och Gotlands artilleriregemente (A 7) skulle avvecklas. Vilket regemente som skulle behållas i den framtida insatsorganisationen stod mellan Norrlands artilleriregemente (A 8) och Bergslagens artilleriregemente (A 9). Det som talade för att behålla A 8, var direkta närheten till övnings- och skjutfält, samt en möjlig garnisonssamordning och samverkan med främst Norrbottens regemente och Norrbottensbrigaden (MekB 19). Det som talade för en avveckling var stora avstånd och begränsade möjligheter att samöva med huvuddelen av markstridskrafterna och skolor för officersutbildning. Det som talade för att behålla A 9 i Kristinehamn var närheten till Älvdalens skjutfält samt möjligheten till samövning med ett stort antal förband i södra och mellersta Sverige, men även att Kristinehamn redan utgjorde ett kompetenscentrum för artillerifunktionen genom Artilleriets stridsskola (ArtSS) som redan var lokaliserad till Kristinehamn. Regeringen valde därmed att föreslå en avveckling av Norrlands artilleriregemente (A 8). Men i samma förslag ansåg regeringen att det var viktigt artilleriförbanden även ges vinterförmåga. Därmed skulle en artilleribataljon behållas i Boden, samt inordnas under Norrbottens regemente (I 19).
Den 30 juni 2000 avvecklades Wendes artilleriregemente (A 3) och Gotlands artilleriregemente (A 7), Norrlands artilleriregemente (A 8) och Bergslagens artilleriregemente (A 9). I Kristinehamn bildades den 1 juli 2000 Artilleriregementet (A 9), vilket bestod av Bergslagens-, Svea- och Wendes artilleribataljoner. I Boden bildades den 1 juli 2000 Norrlands artilleribataljonen, vilken inordnades som en utbildningsbataljon i Norrbottens regemente (I 19). Bataljonen bestod av en bataljonsstab, ett artillerikompani och ett stabskompani. Verksamheten vid artilleribataljonen skulle enligt försvarsbeslutet i möjligaste mån vara en spegelbild av Artilleriregementet (A 9) fast i mindre skala. Det svenska artilleriet bestod nu av fyra bataljoner, där respektive bataljon bestod av tolv fordonsdragna Haubits 77B. Bandkanon 1 antogs aldrig i den nya insatsorganisationen, utan började fasas ut och var helt avvecklad 2003.
Inför försvarsbeslutet 2004 föreslog regeringen att artilleriregementsstaben skulle avvecklas samt att insatsorganisationen skulle reduceras med tre artilleribataljoner och att endast en geografisk plats skulle behållas för utbildning av artilleri. I insatsorganisationen skulle en haubitsbataljon 77B vidmakthålls i låg beredskap, samt att haubitsbataljon 77BD organiseras tidigast 2010. I regeringens avvägning gällande framtidens artilleri, ansåg man att Kristinehamn hade en begränsad verksamhet på en ort. Kristinehamn ansågs således ha begränsade möjligheter till samövning med andra funktioner inom arméstridskrafterna. Vilket var i total motsats till vad regeringen ansåg vid det förra försvarsbeslutet, då regeringe valde att lyfta fram de goda möjligheterna till samövning med andra förband. Gällande Boden ansåg regeringen att den platsen hade en lämpligare infrastruktur och generell kompetens för artilleriutbildning. Vidare ansågs Boden med Norrbottens regemente (I 19) var en integrerad plattform med utbildning av flera funktioner, samt hade en närhet till Norrbottens flygflottilj (F 21) i Luleå. Vidare ansågs att lokalisera artilleriet till Boden skulle säkra truppslagets subarktisk förmåga. Därmed föreslog regeringen för riksdagen i sin proposition 2004/05:5 att Artilleriregementet skulle omlokaliseras från Kristinehamn till Boden. Vidare skulle artilleribataljonen vid Norrbottens regemente (I 19) avvecklas och inordnas i Artilleriregementet.
Den 31 augusti 2005 lämnade regementsstaben Kristinehamn, vilket uppmärksammande med en avslutningsceremoni. Avslutningsceremonin markerade samtidigt slutet för den militära verksamheten i Värmland, då även personal från Försvarsmaktens logistik och Försvarsmaktens sjukvårdscentrum medverkade vid ceremonin. Den kvarvarande verksamheten i Kristinehamn övergick till en avvecklingsorganisation, vilken skulle vara helt avvecklad den 31 december 2005. Från den 1 september 2005 verkade regementsstaben vid Artilleriregementet från Boden. Den 2 september 2005 hölls en ceremoni på regementets nya kasernområde. Syftet med ceremonin var för att markera att ett nytt regemente lokaliserats till Boden och att det inte var ett gammalt regemente som återuppstått. Den 20 december 2016 marscherade Norrlands artilleribataljon symboliskt in på Artilleriregementets kasernområde i Boden. Från den 1 januari 2006 överfördes artilleribataljonen från Norrbottens regemente till att vara en del av Artilleriregementet (A 9) i Boden.
Inför försvarsbeslutet 2020 konstaterade försvarsberedningen att det fanns behov av att möjliggöra effektiv samövning med artilleriförband och andra förband även i södra delen av Sverige. Sammantaget innebär det att beredningen föreslår utbildning av vissa artilleriförband i södra delen av landet. Denna utbildning ska nyttja befintlig infrastruktur och skjutfält i Kristinehamn och Karlskoga vilka är lämpliga för artilleriutbildning. Artilleriförband i denna del av landet är också fördelaktigt ur beredskapssynpunkt. Försvarsmakten gjorde en analys av försvarsberedningens slutrapport "Värnkraft", där även Försvarsmakten föreslog att artilleriutbildning skulle utökas. Dock ansåg Försvarsmakten att Skövde garnison med Villingsbergs skjutfält skulle ligga som grund för utbildning av artilleriförband i södra Sverige. Det vill säga Försvarsmakten delade inte Försvarsberedningen syn på att återetablera artilleriet i Kristinehamn eller bilda en ny organisationenhet, det vill säga ett nytt regemente.
2020 års försvarsbeslut innebar att Artilleriregementet (A 9) delades i två regementen. Det ena återetableras i Kristinehamn med oförändrat traditionsansvar under det nygamla namnet Bergslagens artilleriregemente (A 9). Det andra regementet återtog namnet Bodens artilleriregemente (A 8) med oförändrat traditionsansvar från det äldre regementet från 1919. Artilleriregementet kom därmed upplösas den 31 december 2021 och den 1 januari 2022 återetableras Bodens artilleriregemente.
Den 26 februari 2021 presenterade Försvarsmakten sitt budgetunderlag för 2022, där Försvarsmakten redovisade sin planering, förberedelser och verksamhet i syfte att kunna återinrätta de av försvarsbeslutet utpekade regementen. Bergslagens artilleriregemente föreslogs etableras från den 1 januari 2025 för utbildning av två-tre artilleribataljoner. År 2024 bedömer Försvarsmakten att nybyggnationer i Kristinehamn kan påbörjas för att färdigställs åren 2029–2030. Fram till att byggnationen är klar, föreslog Försvarsmakten att verksamheten vid förbandet bedrivs i tillfälliga lokaler och/eller i lokaler i anslutning till Villingsbergs skjutfält. Från 2025 planeras även grundutbildningen påbörjas vid förbandet, men redan 2021 har Försvarsmakten påbörjat artilleriutbildning i södra Sverige med Skövde garnison som bas. I Försvarsmaktens budgetunderlag för 2023 föreslog Försvarsmakten att Bergslagens artilleriregemente skulle återetableras under fjärde kvartalet 2022. Vidare föreslogs att grundutbildning skulle påbörjas i Kristinehamns/Villingsbergsområdet under 2023.
År 2023 (?)[uppföljning saknas] återinfördes befattningen artilleriinspektör för truppslaget. Artilleriinspektören är tillika chef för Bodens artilleriregemente, som därmed också ett sammanhållande ansvar för funktionens utveckling inom hela armén.

## Regementeskronologi
| 1636–1794 | Ar       |             |               |           |           |              |               |           |                    |             |             |              |                   |            |              |             |             |           |
| 1794–1809 | Uppdelat | № 1 Sv ar   | № 2 Gö ar     | № 3 We ar | № 4 Fi ar |              |               |           |                    |             |             |              |                   |            |              |             |             |           |
| 1809–1811 | Uppdelat | № 1 Sv ar   | № 2 Gö ar     | № 3 We ar | № 4 Fd ar |              |               |           |                    |             |             |              |                   |            |              |             |             |           |
| 1811–1861 | Uppdelat | № 1 Sv ar   | № 2 Gö ar     | № 3 We ar | Nedlagt   | Go nb abv    |               |           |                    |             |             |              |                   |            |              |             |             |           |
| 1861–1887 | Uppdelat | № 1 Sv ar   | № 2 Gö ar     | № 3 We ar | Nedlagt   | № 4 Go nb ak |               |           |                    |             |             |              |                   |            |              |             |             |           |
| 1887–1889 | Uppdelat | № 1 Sv ar   | № 2 Gö ar     | № 3 We ar | Nedlagt   | № 4 Go ak    |               |           |                    |             |             |              |                   |            |              |             |             |           |
| 1889–1892 | Uppdelat | № 1 Sv ar   | № 2 Gö ar     | № 3 We ar | Nedlagt   | № 4 Go ak    | № 5 Va ak     |           |                    |             |             |              |                   |            |              |             |             |           |
| 1892–1893 | Uppdelat | № 1 1.Sv ar | № 2 1.Gö ar   | № 3 We ar | Nedlagt   | № 7 Go ak    | № 8 Va ak     |           |                    |             |             |              |                   |            |              |             |             |           |
| 1893–1894 | Uppdelat | № 1 1.Sv ar | № 2 1.Gö ar   | № 3 We ar | Nedlagt   | № 7 Go ak    | № 8 Va ak     | № 4 Nl ar | № 9 Kb ak          |             |             |              |                   |            |              |             |             |           |
| 1894–1902 | Uppdelat | № 1 1.Sv ar | № 2 1.Gö ar   | № 3 We ar | Nedlagt   | № 7 Go ak    | № 8 Va ak     | № 4 Nl ar | № 9 Kb ak          | № 5 2.Sv ar | № 6 2.Gö ar |              |                   |            |              |             |             |           |
| 1902–1904 | Uppdelat | № 1 1.Sv ar | № 2 1.Gö ar   | № 3 We ar | Nedlagt   | № 7 Go ak    | KA 1 Va kar   | № 4 Nl ar | № 8 B-K ar         | № 5 2.Sv ar | № 6 2.Gö ar | № 9 Par      |                   |            |              |             |             |           |
| 1904–1905 | Uppdelat | № 1 Sv ar   | № 2 Gö ar     | № 3 We ar | Nedlagt   | № 7 Go ak    | KA 1 Va kar   | № 4 Nl ar | № 8 B-K ar         | № 5 Up ar   | № 6 2.Gö ar | № 9 Par      |                   |            |              |             |             |           |
| 1905–1914 | Uppdelat | № 1 Sv ar   | № 2 Gö ar     | № 3 We ar | Nedlagt   | № 7 Go ak    | KA 1 Va kar   | № 4 Nl ar | № 8 B-K ar         | № 5 Up ar   | № 6 Sm ar   | № 9 Par      |                   |            |              |             |             |           |
| 1914–1920 | Uppdelat | A 1 Sv ar   | A 2 Gö ar     | A 3 We ar | Nedlagt   | A 7 Go ak    | KA 1 Va kar   | A 4 Nl ar | A 8 B-K ar         | A 5 Up ar   | A 6 Sm ar   | A 9 Par      |                   |            |              |             |             |           |
| 1920–1927 | Uppdelat | A 1 Sv ar   | A 2 Gö ar     | A 3 We ar | Nedlagt   | A 7 Go ak    | KA 1 Va kar   | A 4 Nl ar | Uppdelat →A 8 A 10 | A 5 Up ar   | A 6 Sm ar   | A 9 Par      | A 8 Bo ar         | A 10 Kb ak |              |             |             |           |
| 1927–1928 | Uppdelat | A 1 Sv ar   | A 2 Gö ar     | A 3 We ar | Nedlagt   | A 7 Go ak    | KA 1 Va kar   | A 4 Nl ar | Uppdelat →A 8 A 10 | Nedlagt     | A 6 Sm ar   | Nedlagt →A 6 | A 8 Bo ar         | A 10 Kb ak |              |             |             |           |
| 1928–1937 | Uppdelat | A 1 Sv ar   | A 2 Gö ar     | A 3 We ar | Nedlagt   | A 7 Go ak    | KA 1 Va kar   | A 4 Nl ar | Uppdelat →A 8 A 10 | Nedlagt     | A 6 Sm aar  | Nedlagt →A 6 | A 8 Bo ar         | A 9 Kb ar  | A 5 Nb ak    |             |             |           |
| 1937–1938 | Uppdelat | A 1 Sv ar   | A 2 Gö ar     | A 3 We ar | Nedlagt   | A 7 Go ak    | KA 1 Va kar   | A 4 Nl ar | Uppdelat →A 8 A 10 | Nedlagt     | A 6 Sm aar  | Nedlagt →A 6 | A 8 Bo ar         | A 9 Kb lar | A 5 Nb ak    |             |             |           |
| 1938–1939 | Uppdelat | A 1 Sv ar   | A 2 Gö ar     | A 3 We ar | Nedlagt   | A 7 Go ak    | KA 1 Va kar   | A 4 Nl ar | Uppdelat →A 8 A 10 | Nedlagt     | A 6 Sm aar  | Nedlagt →A 6 | A 8 Bo ar         | A 9 Kb lar | A 5 Nb ak    | A 10 Ög lar |             |           |
| 1939–1942 | Uppdelat | A 1 Sv ar   | A 2 Gö ar     | A 3 We ar | Nedlagt   | A 7 Go ak    | KA 1 Va kar   | A 4 Nl ar | Uppdelat →A 8 A 10 | Nedlagt     | A 6 Sm aar  | Nedlagt →A 6 | A 8 Bo ar         | A 9 Kb lar | A 5 Nb ak    | A 10 Ög lar | A 11 St lar |           |
| 1942–1943 | Uppdelat | A 1 Sv ar   | A 2 Gö ar     | A 3 We ar | Nedlagt   | A 7 Go ak    | KA 1 Va kar   | A 4 Nl ar | Uppdelat →A 8 A 10 | Nedlagt     | A 6 Sm ar   | Nedlagt →A 6 | A 8 Bo ar         | Lv 1 Kb lr | A 5 Nb ak    | Lv 2 Ög lr  | Lv 3 St lr  |           |
| 1943–1951 | Uppdelat | A 1 Sv ar   | A 2 Gö ar     | A 3 We ar | Nedlagt   | A 7 Go ak    | KA 1 Va kar   | A 4 Nl ar | Uppdelat →A 8 A 10 | Nedlagt     | A 6 Sm ar   | Nedlagt →A 6 | A 8 Bo ar         | Lv 1 Kb lr | A 5 Nb ak    | Lv 2 Ög lr  | Lv 3 St lr  | A 9 Be ar |
| 1951–1957 | Uppdelat | A 1 Sv ar   | A 2 Gö ar     | A 3 We ar | Nedlagt   | A 7 Go ak    | KA 1 Va kar   | A 4 Nl ar | Uppdelat →A 8 A 10 | Nedlagt     | A 6 Sm ar   | Nedlagt →A 6 | A 8 Bo ar         | Lv 1 Kb lr | Nedlagt →A 8 | Lv 2 Ög lr  | Lv 3 St lr  | A 9 Be ar |
| 1957–1961 | Uppdelat | A 1 Sv ar   | A 2 Gö ar     | A 3 We ar | Nedlagt   | A 7 Go ak    | KA 1 Va kar   | A 4 Nl ar | Uppdelat →A 8 A 10 | Nedlagt     | A 6 Sm ar   | Nedlagt →A 6 | A 8 Bo ar         | Lv 1 Kb lr | Nedlagt →A 8 | Lv 2 Ög lr  | Lv 3 Ro lr  | A 9 Be ar |
| 1961–1962 | Uppdelat | A 1 Sv ar   | A 2 Gö ar     | A 3 We ar | Nedlagt   | A 7 Go ak    | KA 1 Va kar   | A 4 Nl ar | Uppdelat →A 8 A 10 | Nedlagt     | A 6 Sm ar   | Nedlagt →A 6 | A 8 Bo ar         | Nedlagt    | Nedlagt →A 8 | Lv 2 Ög lr  | Lv 3 Ro lr  | A 9 Be ar |
| 1962–1975 | Uppdelat | A 1 Sv ar   | Nedlagt →Lv 6 | A 3 We ar | Nedlagt   | A 7 Go ak    | KA 1 Va kar   | A 4 Nl ar | Uppdelat →A 8 A 10 | Nedlagt     | A 6 Sm ar   | Nedlagt →A 6 | A 8 Bo ar         | Nedlagt    | Nedlagt →A 8 | Nedlagt     | Lv 3 Ro lr  | A 9 Be ar |
| 1975–1985 | Uppdelat | A 1 Sv ar   | Nedlagt →Lv 6 | A 3 We ar | Nedlagt   | A 7 Go ar    | KA 1 Va kar   | A 4 Nl ar | Uppdelat →A 8 A 10 | Nedlagt     | A 6 Sm ar   | Nedlagt →A 6 | A 8 Bo ar         | Nedlagt    | Nedlagt →A 8 | Nedlagt     | Lv 3 Ro lr  | A 9 Be ar |
| 1985–1994 | Uppdelat | A 1 Sv ar   | Nedlagt →Lv 6 | A 3 We ar | Nedlagt   | A 7 Go ar    | KA 1 Va kar   | A 4 Nl ar | Uppdelat →A 8 A 10 | Nedlagt     | Nedlagt     | Nedlagt →A 6 | A 8 Bo ar         | Nedlagt    | Nedlagt →A 8 | Nedlagt     | Lv 3 Ro lr  | A 9 Be ar |
| 1994–2000 | Uppdelat | A 1 Sv ar   | Nedlagt →Lv 6 | A 3 We ar | Nedlagt   | A 7 Go ar    | KA 1 Va kar   | A 4 Nl ar | Uppdelat →A 8 A 10 | Nedlagt     | Nedlagt     | Nedlagt →A 6 | A 8 Bo ar         | Nedlagt    | Nedlagt →A 8 | Nedlagt     | Lv 3 Ro lk  | A 9 Be ar |
| 1998–2000 | Uppdelat | Nedlagt     | Nedlagt →Lv 6 | A 3 We ar | Nedlagt   | A 7 Go ar    | KA 1 Va kar   | Nedlagt   | Uppdelat →A 8 A 10 | Nedlagt     | Nedlagt     | Nedlagt →A 6 | A 8 Nl ar         | Nedlagt    | Nedlagt →A 8 | Nedlagt     | Lv 3 Ro lk  | A 9 Be ar |
| 2000–2005 | Uppdelat | Nedlagt     | Nedlagt →Lv 6 | Nedlagt   | Nedlagt   | Nedlagt      | Amf 1 Va amfr | Nedlagt   | Uppdelat →A 8 A 10 | Nedlagt     | Nedlagt     | Nedlagt →A 6 | Artbat/I 19 Nl ab | Nedlagt    | Nedlagt →A 8 | Nedlagt     | Nedlagt     | A 9 Ar    |
| 2005–2021 | Uppdelat | Nedlagt     | Nedlagt →Lv 6 | Nedlagt   | Nedlagt   | Nedlagt      | Amf 1 1.amfr  | Nedlagt   | Uppdelat →A 8 A 10 | Nedlagt     | Nedlagt     | Nedlagt →A 6 | Nedlagt           | Nedlagt    | Nedlagt →A 8 | Nedlagt     | Nedlagt     | A 9 Ar    |

```
1. = Första
2. = Andra
aar = arméartilleriregemente
ab = artilleribataljon
abv = artilleribeväring
ak = artillerikår
amfr = amfibieregemente

ar = artilleriregemente

Ar = Artilleriregementet
B-K = Boden-Karlsborgs
Be = Bergslagens
Bo = Bodens
Fd = F.d. Kongl. Finska
Fi = Finska
Go = Gotlands
Gö = Göta
kar = kustartilleriregemente
Kb = Karlsborgs
lar = luftvärnsartilleriregemente
lk = luftvärnskår
lr = luftvärnsregemente
nb = nationalbevärings
Nb = Norrbottens
Nl = Norrlands
Par = Positionsartilleriregementet
Ro = Roslagens
Sm = Smålands
St = Stockholms
Sv = Svea
Va = Vaxholms
We = Wendes
Up = Upplands
Ög = Östgöta
```

## Vapensystem
| Namn                               | Ursprung                           | Typ                                | Antal                              | Aktiv                              | Bild                               | Kommentar |
| Artilleri under andra världskriget | Artilleri under andra världskriget | Artilleri under andra världskriget | Artilleri under andra världskriget | Artilleri under andra världskriget | Artilleri under andra världskriget | Artilleri under andra världskriget |
| ---------------------------------- | ---------------------------------- | ---------------------------------- | ---------------------------------- | ---------------------------------- | ---------------------------------- | --- |
| 15 cm haubits m/06                 | Sverige                            | Haubits                            | 56                                 | 1907–1948                          |                                    | infördes som 15 cm positionshaubits m/1906 Efter 1948 överfördes pjäserna till lokalförsvaret |
| 15 cm haubits m/38                 | Sverige                            | Haubits                            | 16                                 | 1938–1984                          |                                    | |
| 10,5 cm haubits m/40               | Sverige                            | Haubits                            | 400                                | 1937–19??                          |                                    | |
| 15 cm haubits m/39                 | Sverige                            | Haubits                            | 113                                | 1939–1992                          |                                    | |
| Artilleri under kalla kriget       |                                    |                                    |                                    |                                    |                                    | |
| Haubits F                          | Frankrike                          | Haubits                            | 196                                | 1957–2000                          |                                    | Även känd som Fransyskan. 96 pjäser köpta från franska Atelier Bourges, och 100 pjäser licenstillverkade av Bofors. Sista förbandet utbildades på Gotland 1997/1998. Ingick i brigadhaubitsbataljonen vid MekB 18 fram till 2000. |
| Artillerikanonvagn 151             | Sverige                            | Bandhaubits                        | 1                                  | 1960-talet                         |                                    | Endast en prototyp tillverkad. |
| Bandkanon 1                        | Sverige                            | Bandhaubits                        | 26                                 | 1967–2003                          |                                    | 26 pjäser tillverkades för artilleridivisionerna i Norrland, vid Bodens artilleriregemente (A 8) och senare vid artilleribataljonen vid Norrbottens regemente (I 19). Pjäserna senare modifierade till Bandkanon 1C. |
| Haubits 77A                        | Sverige                            | Haubits                            | 220                                | 1979–2000                          |                                    | 220 pjäser tillverkade mellan åren 1978 och 1985 till armén. Haubits 77A utgick ur den svenska krigsorganisationen i samband med försvarsbeslutet 2000, vissa kvarstod i reserv medan övriga skrotades. Sedan försvarsbeslutet 2004 är pjäsen helt avförd från Försvarsmakten.                                                             |
| Haubits 77B                        | Sverige                            | Haubits                            | 51                                 | 1990–2012                          |                                    | Haubits 77B är en exportversion av Haubits 77, vilka Armén köpte 51 pjäser av 1990. Den sista pjäsen togs ur tjänst 2012. 48 pjäser modifierades till Archer |
| Modernt artilleri                  |                                    |                                    |                                    |                                    |                                    | |
| Haubits 77BD-L45                   | Sverige                            | Haubits                            | 1                                  | 1990-talet                         |                                    | Prototyp för utprovning och validering inför "Artillerisystem 08" |
| Panzerhaubitze 2000                | Tyskland                           | Bandhaubits                        | 1                                  | 2000-talet                         |                                    | På lån från Tyskland för utprovning och validering inför "Artillerisystem 08" |
| AS-90                              | Storbritannien                     | Bandhaubits                        | 1                                  | 2000-talet                         |                                    | På lån från Storbritannien för utprovning och validering inför "Artillerisystem 08" |
| Artillerisystem 08                 | Sverige                            | Haubits                            | 24                                 | 2013–                              |                                    | Eldröret på fordonet är en modifierad Haubits 77B. |
| Fordon                             |                                    |                                    |                                    |                                    |                                    | |
| Terrängbil 30                      | Sverige                            | Terrängbil                         | 1                                  | 1975–                              |                                    | Terrängbil 30 (Tgb 30) är 2-axlig och försedd med en 6-cylindrig D11-motor på 220 hk. |
| Terrängbil 40                      | Sverige                            | Terrängbil                         | 1                                  | 1975–                              |                                    | Terrängbil 40 (Tgb 40) är en större version med tre axlar för bland annat dragning av artilleripjäser. Den har 300 hk, samma motor som Tgb 30 men försedd med turbo. |
| Eldledningspansarbanvagn 3022      | Sverige                            | Terrängbil                         | 1                                  | 1973–1991                          |                                    | Eldledningspansarbanvagn 3022 (Epbv 3022) är en pansarbandvagn som svenska armén använder för personaltransport, sjuktransport eller materieltransport. Eldledningspansarbanvagn 3022 är en specialutrustad Pbv 302, den huvudsakliga skillnaden är att Epbv 3022 har en eldledningshuv, eldledningsstativ samt navigeringsutrustning.     |
| Bandvagn 208                       | Sverige                            | Terrängfordon                      | 1                                  | 1973–                              |                                    | Bandvagn 206/208 ett terrängfordon för upp till 17 stridsutrustade soldater. Bandvagnen utvecklade i tre versioner till artilleriet. Bv 2089 Posutr1, en bandvagn för positionsbestämningsutrustning, avvecklad. Artlokrrbv 2091 – artillerilokaliseringsradarbandvagn (ARTHUR) och Artmtrltpbv 2092 – artillerimaterieltransportbandvagn. |

## Artilleriinspektörer
- 1898–1902: Generalmajor John Raoul Hamilton
- 1902–1903: Generalmajor Gottschalk Geijer
- 1903–1915: Generalmajor Fredrik Leth
- 1915–1919: Generalmajor David Hedengren
- 1919–1929: Generalmajor Lars Sparre
- 1929–1934: Generalmajor Ludvig Hammarskiöld
- 1934–1936: Generalmajor Oscar Osterman
- 1937–1941: Generalmajor Sture Gadd
- 1941–1941: Generalmajor Axel Rappe
- 1942–1945: Överste Sven Salander
- 1945–1949: Överste Knut Gyllenstierna
- 1949–1955: Överste Raoul Årmann
- 1955–1959: Överste Karl Ångström
- 1959–1961: Överste Erik Kihlblom
- 1961–1964: Överste Stig Lindström
- 1964–1968: Överste Walter Lundqvist
- 1968–1976: Överste 1 Tore Rääf
- 1976–1983: Överste 1 Gösta Gärdin
- 1983–1987: Överste 1 Håkan Hallgren
- 1987–1991: Överste 1 Rune Hall
- 1991–1994: Överste 1 Ove Fahlén
- 1994–1997: Överste 1 Carl-Ivar Pesula
- 1998–2022: Rollen som artilleriinspektör ej aktiv
- 2023–2023: Överste Magnus Ståhl
- 2023–20xx: Överste Stephan Sjöberg